# Dellenbygdens pastorat
Dellenbygdens pastorat är ett pastorat i Hälsinglands norra kontrakt i Uppsala stift.
Det bildades 2018 av pastoraten för Delsbo och Bjuråker-Norbo och omfattar de två församlingarna.
Pastoratskod är 011507